# Obertura de la boca

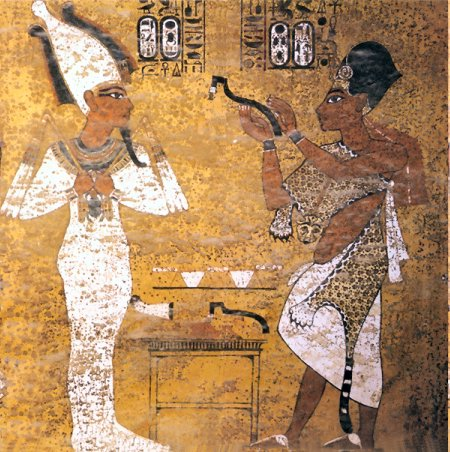
Obertura de la boca, Tutankamon i Ay, tomba KV62 a la vall dels Reis

La cerimònia d'obertura de la boca, també anomenada cerimònia d'obertura dels ulls i de la boca, és un dels rituals principals dels enterraments de l'antic Egipte. El ritual tancava el procés, de fins a 70 dies, d'embalsamar la mòmia del difunt. La finalitat era la de retornar, amb la màgia o Heka del déu Anubis, la capacitat de parlar, menjar i beure a la boca i la de veure-hi als ulls, per poder viure a l'inframon, la Duat egípcia.
Per a la cerimònia s'empraven instruments i utensilis especials, com una aixa ritual, una mena de ganivet amb la fulla en forma de cua de peix anomenat peseshkaf, una fulla en forma de cap de serp, i altres amulets i utensilis semblants. Els sacerdots s'encarregaven de dur a terme la cerimònia.

## Història
Els textos més antics en què s'han trobat descripcions i oracions relacionades amb aquest ritual daten de l'Imperi Antic. Algunes de les mostres més rellevants d'aquella època està en els coneguts Textos de les piràmides, unes de les primeres inscripcions que es van realitzar dins de les piràmides egípcies.
El ritual apareix representat sovint a les parets de les tombes de la vall dels Reis, que daten de l'Imperi Nou. Algunes de les tombes on s'han trobat representacions gràfiques d'aquest ritual són: la KV1, la KV5, la KV7, la KV17 i la KV62.

## El ritual
La cerimònia es componia de dues tradicions diferents, l'animació del cadàver, d'una banda, i la més cultural d'animació de l'estatueta, de l'altra. El ritual era lleugerament diferent segons la zona, ja que els diàlegs variaven entre l'Alt i el Baix Egipte.
El ritual, si es feia complet, tenia 75 capítols, agrupats en cinc fases:
- Capítols 1–9 ritus introductoris
- Capítols 10–22 animació d'estàtues
- Capítols 23–42 cerimònia de vestidura de cara a l'Alt Egipte
- Capítols 43–46 cerimònia de vestidura de cara al Baix Egipte
- Capítols 47–71 banquet funerari
- Capítols 72–75 ritus de clausura

El Llibre dels morts conté una fórmula màgica per al procés:
La meva boca és oberta per Ptah,
els lligams de la meva boca són desfets pel patró (déu) de la meva ciutat.
Thoth ha vingut amb tots els seus conjurs,
desfà els lligams de Seth de la meva boca.
Atum m'ha tornat les mans,
es col·loquen com a guardianes.
Se'm torna la boca,
la meva boca és oberta per Ptah,
amb aquell cisell de metall
amb què va obrir la boca dels déus.
Sóc Sekhmet-Wadjet, la que habita a l'oest del cel,
sóc Sahyt entre les ànimes d'On.
- Anubis.

## Psalm 51
Es creu que hi podria haver una relació directa entre aquest ritual, les oracions que es resaven i el psalm 51, conegut com a Miserere ('Tingueu pietat') de la Bíblia cristiana, ja que coincideixen en diverses parts del ritual i de l'oració.